# Hyposidra excavata
Hyposidra excavata är en fjärilsart som beskrevs av Claude Herbulot 1954. Hyposidra excavata ingår i släktet Hyposidra och familjen mätare. Inga underarter finns listade i Catalogue of Life.